# HMAS Sydney (1934)
HMAS Sydney – krążownik lekki pływający pod banderą Royal Australian Navy, jeden z trzech okrętów zmodyfikowanego typu Leander, z okresu międzywojennego i II wojny światowej.
Budowany dla brytyjskiej Royal Navy jako HMS „Phaeton”, został jeszcze przed zwodowaniem zakupiony przez Australię i otrzymał nazwę pochodzącą od miasta Sydney. Na początku II wojny światowej wsławił się swoimi dokonaniami na Morzu Śródziemnym. Między innymi podczas bitwy koło przylądka Spatha, 19 lipca 1940 roku, ciężko uszkodził włoski krążownik „Bartolomeo Colleoni”, który został następnie zatopiony przez brytyjskie niszczyciele.
Po zakończeniu niemal ośmiomiesięcznej kampanii śródziemnomorskiej „Sydney” powrócił na wody australijskie, podejmując patrole przeciwko rajderom Kriegsmarine. 19 listopada 1941 roku niedaleko zachodnich wybrzeży Australii napotkał zamaskowany niemiecki krążownik pomocniczy „Kormoran”. Zaskoczony ogniem rajdera australijski okręt zatonął po walce, w której bardzo ciężko uszkodził jednostkę wroga. Była to największa strata osobowa Royal Australian Navy w II wojnie światowej (załoga liczyła 645 osób, nikt nie ocalał). Wraki obydwu okrętów zostały odnalezione dopiero w 2008 roku.

## Budowa i przejęcie okrętu przez Royal Australian Navy
„Sydney” był jednym z trzech krążowników zmodyfikowanego typu Leander (czasem nazywanego także typem Amphion lub Perth). Wszystkie trzy jednostki typu służyły ostatecznie pod banderą Australii. Obok zakupionego jeszcze podczas trwania budowy „Sydney”, były to „Perth” i „Hobart”, które przez pewien czas służyły jeszcze w Royal Navy, odpowiednio jako HMS „Amphion” i „Apollo”.
Stępkę pod nowy krążownik dla Royal Navy położono w stoczni Swan Hunter & Wigham Richardson w Wallsend-on-Tyne 8 lipca 1933 roku. Przewidziano dla niego nazwę „Phaeton” (Faeton), pochodzącą podobnie jak nazwy wszystkich krążowników typu Leander, od postaci mitologicznych. W następnym roku będący w trakcie budowy okręt został zakupiony przez rząd Australii dla zastąpienia starego, pozostającego od 1929 roku w rezerwie, krążownika „Brisbane”. Wodowanie jednostki, której nazwę zmieniono na „Sydney”, odbyło się 22 września 1934 roku, a matką chrzestną była żona Stanleya Bruce’a, wysokiego komisarza Australii w Zjednoczonym Królestwie, byłego premiera.
Przyjęcie „Sydney” do służby w Royal Australian Navy nastąpiło 24 września 1935 roku. Członkowie załogi krążownika dotarli do Wielkiej Brytanii na pokładzie starego „Brisbane”, który został na czas tego jednego rejsu przywrócony do służby i w dniu wcielenia nowego okrętu oficjalnie skreślony z listy floty.

## Charakterystyka taktyczno-techniczna
„Sydney” miał typowy dla brytyjskiego budownictwa okrętowego okresu międzywojennego kształt kadłuba, z wzniesioną dziobówką i uskokiem na wysokości przedniego komina, przeciwbryzgowym załamaniem poszycia burt w części dziobowej oraz krążowniczą rufą. Przy wyporności standardowej 6830 i pełnej 8850 ton angielskich, długość całkowita wynosiła 171,37 m (długość na konstrukcyjnej linii wodnej 160 m), szerokość 17,27 m, zaś maksymalne zanurzenie przy wyporności pełnej 5,64 m. Poszycie kadłuba wykonane było ze stali okrętowej o grubości 25 mm, siłownia chroniona była dodatkowo pancerzem burtowym o grubości 76 mm, zaś komory amunicyjne 51 mm. Górny pokład pancerny miał grubość 32 mm.
Podstawową różnicą pomiędzy krążownikami typu Leander a ich zmodyfikowaną wersją, było rozmieszczenie urządzeń napędowych. Australijskie okręty posiadały kotłownie i maszynownie umieszczone naprzemiennie, co miało zapobiec utracie mocy w przypadku pojedynczego trafienia w któreś z pomieszczeń. Spowodowało to też nieznaczne zwiększenie wymiarów okrętów. Napęd składał się z czterech trójwalczakowych kotłów wodnorurkowych typu Admiralicji, opalanych paliwem płynnym. Każdy z nich zasilał w parę jedną turbinę parową systemu Parsonsa, która za pośrednictwem wału napędowego napędzała jedną z czterech śrub. W sytuacjach awaryjnych para z każdego z kotłów mogła być dostarczana do dowolnej turbiny. Moc wyjściowa siłowni, wynosząca łącznie 72 000 shp, zapewniała prędkość maksymalną 32,5 węzła. Spaliny z każdej z dwóch kotłowni były odprowadzane przez osobny komin, co odróżniało sylwetkę jednostek australijskich od krążowników brytyjskich, mających jeden szeroki komin.

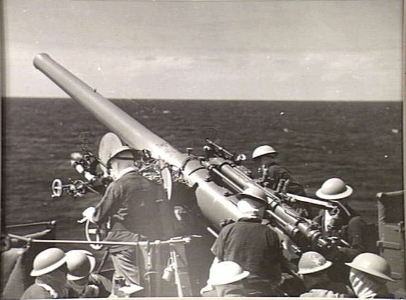
Działo kal. 102 mm. Zdjęcie wykonano podczas ćwiczeń w lutym 1941 roku.

Główne uzbrojenie artyleryjskie krążownika stanowiło osiem dział BL Mk XXIII kalibru 152 mm (6 cali), umieszczonych w czterech dwudziałowych wieżach artyleryjskich, ustawionych po dwie na dziobie („A” i „B”) i rufie („X” i „Y”) okrętu, w superpozycji. Działa mogły być poruszane w płaszczyźnie pionowej w zakresie od -5° do 60°, miały maksymalną donośność 22 700 m i szybkostrzelność do ośmiu strzałów na minutę.
Artyleria średniego kalibru składała się z czterech pojedynczych dział uniwersalnych QF Mk V kalibru 102 mm (4 cale), umieszczonych na pokładzie artyleryjskim wokół tylnego komina. Ich maksymalny pułap przy strzelaniu do celów powietrznych wynosił 8760 m, zaś donośność przy zwalczaniu celów nawodnych 14 900 m. Planowano zastąpienie tych dział przez nowocześniejsze armaty tego samego kalibru, montowane na podwójnych podstawach, ale konieczność utrzymania krążownika w linii wobec wybuchu działań wojennych sprawiła, że nigdy do tego nie doszło. Uzbrojenie przeciwlotnicze uzupełniało 12 najcięższych karabinów maszynowych Vickers Mk III kalibru 12,7 mm w trzech poczwórnych zestawach. Dwa z nich były zainstalowane na skrzydłach nadbudówki dziobowej, trzeci na szczycie nadbudówki rufowej. Na początku służby „Sydney” posiadał również karabiny maszynowe Lewis i Vickers kalibru 7,7 mm do obrony bezpośredniej, ale były one sukcesywnie demontowane jako nieskuteczne. Istnieją niepotwierdzone ostatecznie świadectwa, że przed zatopieniem na okręcie zamontowano pewną liczbę dział automatycznych Oerlikon kal. 20 mm. Jako działa salutacyjne stosowane były cztery 3-funtowe armaty Hotchkiss, usunięte w sierpniu 1940 roku.
Na broń podwodną krążownika składało się osiem wyrzutni torped kalibru 533 mm w dwóch czterorurowych aparatach znajdujących się po obu burtach pod pokładem artyleryjskim armat kal. 102 mm, z zapasem ośmiu torped. Na rufie zainstalowana była pojedyncza zrzutnia z sześcioma bombami głębinowymi Mk VII. 11 bomb zapasu przechowywane było w osobnym magazynie pod pokładem. Do wykrywania okrętów podwodnych służył sonar (asdic) typu 125, w który „Sydney” został wyposażony jako pierwszy okręt Royal Australian Navy.
Do kierowania ogniem artyleryjskim służył dalocelownik z dalmierzem o bazie 4,6 m, umieszczony w szczytowej części nadbudówki dziobowej, skąd wszystkie dane były przekazywane do centrali artyleryjskiej, a następnie po przetworzeniu przekazywane do wież działowych. Jeden z przedwojennych dowódców okrętu, komandor J.W.A. Waller przygotował raport, w którym proponował zdublowanie systemu kierowania ogniem, obawiając się, że istniejący jest zbyt podatny na uszkodzenia nawet w przypadku pojedynczego trafienia oraz lepsze zabezpieczenie tras komunikacyjnych pomiędzy jego poszczególnymi elementami.
Pomiędzy kominami zainstalowana była obrotowa katapulta długości 16,2 m, na której była przenoszona amfibijna łódź latająca Supermarine Walrus (w wersji dla Royal Australian Navy znana jako Seagull Mk V). Należała ona do 5. dywizjonu Royal Australian Air Force (w 1939 roku przemianowanego na 9 dywizjon). Do podnoszenia i opuszczania samolotu na wodę służył elektryczny dźwig o udźwigu 7 ton, który obsługiwał również szalupy okrętowe.
Załoga okrętu liczyła od 505 (w chwili wejścia do służby) do 645 (w czasie wojny) oficerów, podoficerów i marynarzy. W razie konieczności opuszczenia jednostki do dyspozycji załogi pozostawało dziewięć szalup mieszczących łącznie 375 osób oraz sześć tratew ratunkowych Carleya, mogących pomieścić 264 osoby. Ponadto każdy członek załogi dysponował indywidualną nadmuchiwaną kamizelką ratunkową. Wyposażenie ratownicze było uzupełnione dodatkowymi kamizelkami w szalupach oraz kołami ratunkowymi.

## Przebieg służby

### Lata przedwojenne

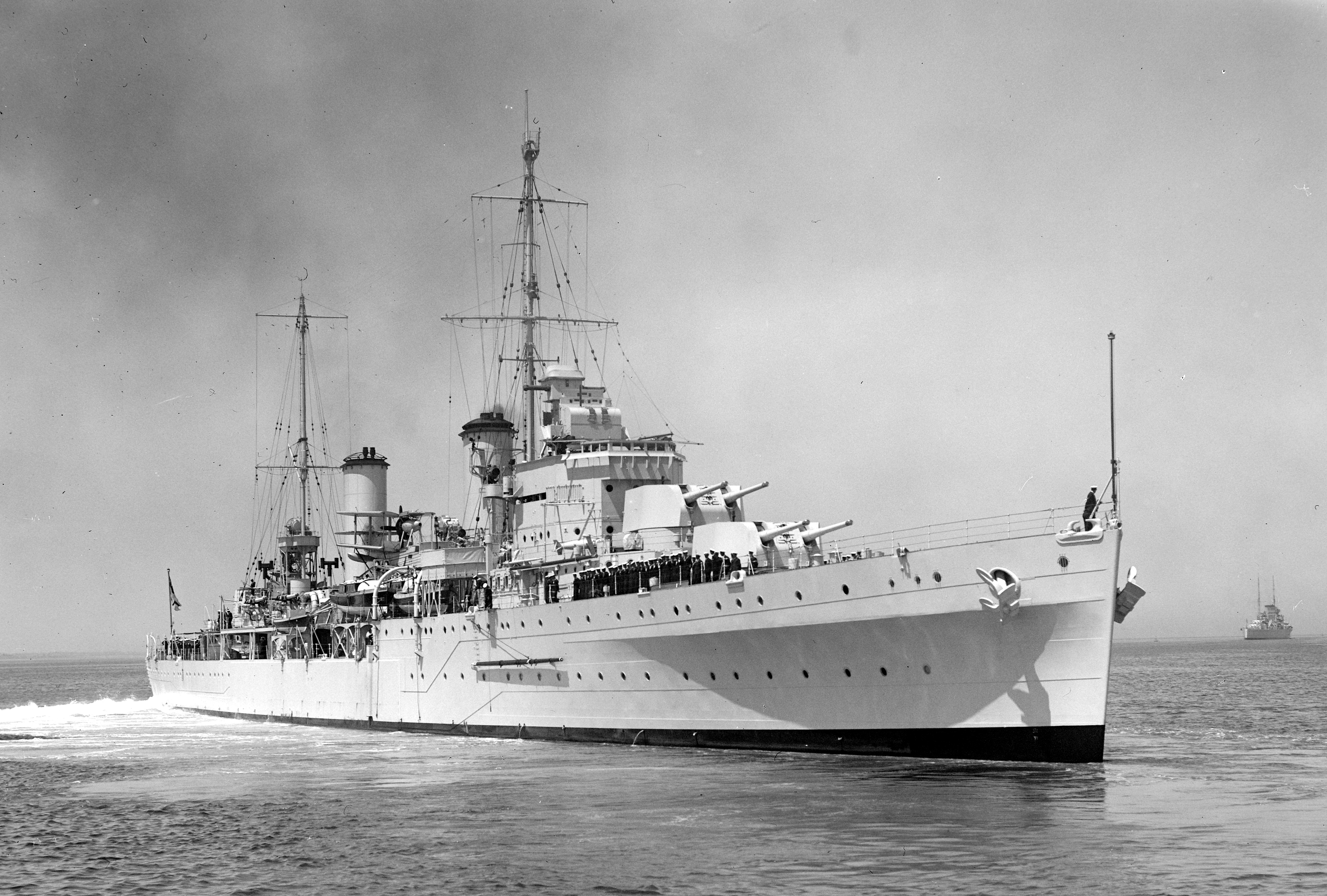
HMAS „Sydney” w listopadzie 1936 roku

Po zakończeniu prób morskich pod koniec października 1935 roku „Sydney” dołączył do okrętów Floty Śródziemnomorskiej w Gibraltarze, wzmacniając 2. Eskadrę Krążowników, mającą egzekwować wykonanie sankcji ekonomicznych wobec Włoch, wprowadzonych po agresji na Abisynię. W styczniu 1936 roku krążownik przeszedł przegląd w Aleksandrii. Wobec występujących wśród załogi przypadków świnki i różyczki, okręt musiał zawinąć na Cypr, by skorzystać z pomocy medycznej. W marcu 1936 roku „Sydney” dołączył do krążownika ciężkiego „Australia” w 1. Eskadrze Krążowników, kontynuując blokadę i uczestnicząc w ćwiczeniach floty. Po zakończeniu konfliktu abisyńskiego okręt udał się wreszcie w drogę do Australii, pod koniec lipca 1936 roku docierając do Fremantle. Następnie odwiedził Melbourne (8 sierpnia), by ostatecznie 11 sierpnia 1936 roku zawinąć do Sydney, gdzie powitały go tłumy mieszkańców.
Następne miesiące upłynęły załodze krążownika na ćwiczeniach z zespołem floty. W 1938 roku, wraz z kilkoma innymi jednostkami Royal Australian Navy, został postawiony w stan gotowości w związku z kryzysem monachijskim, ale po zażegnaniu niebezpieczeństwa wojny powrócił do codzienności ćwiczeń. Na początku sierpnia 1939 roku „Sydney” przebywał w Darwin, przygotowując się do wizyty w Holenderskich Indiach Wschodnich, ale wobec narastającego w Europie napięcia, został zawrócony do Fremantle, gdzie dotarł 22 sierpnia.

### Początek II wojny światowej
Po przystąpieniu Australii do wojny „Sydney” rozpoczął służbę patrolową u wybrzeży Australii. 16 listopada 1939 roku nastąpiła zmiana na stanowisku dowódcy okrętu, objął je komandor John Collins. Po 28 listopada wraz z krążownikami „Australia” i „Canberra” przez cztery dni bezskutecznie poszukiwał w rejonie Madagaskaru niemieckiego krążownika ciężkiego „Admiral Graf Spee”, operującego wówczas na Oceanie Indyjskim. Od grudnia 1939 roku do końca stycznia 1940 roku okręt przebywał w stoczni w Sydney. Do działalności operacyjnej powrócił wraz z rozpoczęciem masowego transportu wojsk australijskich i nowozelandzkich przez Egipt do Wielkiej Brytanii. Pierwszy konwój, noszący oznaczenie US-1, przewoził do Suezu kontyngent 13,5 tys. żołnierzy obu dominiów. „Sydney” dołączył do jego eskorty w Cieśninie Cooka i pozostawał z nią przez pewien czas, a następnie powrócił do Sydney. Z Sydney przepłynął do Fremantle, gdzie od 6 lutego 1940 roku zastąpił „Australię” w pełnieniu służby patrolowej i eskortowej na zachodnim wybrzeżu Australii.
Pomiędzy 22 a 30 kwietnia „Sydney” eskortował od wybrzeży Australii do Wysp Kokosowych kolejny konwój (US-2) z wojskami australijskimi. Po zastąpieniu go w tej roli przez francuski krążownik „Suffren”, obrał kurs powrotny do Fremantle, lecz 1 maja został zawrócony do Kolombo, gdzie dopłynął osiem dni później. Następnie został wysłany na spotkanie kolejnego konwoju (US-3) z wojskiem w rejonie Wysp Kokosowych, z zadaniem eskortowania go w rejsie przez Ocean Indyjski. Ponieważ w tym czasie zapadła decyzja o wysłaniu jednostki w skład Floty Śródziemnomorskiej, zawrócił do Kolombo i po odnowieniu zapasów wypłynął do Adenu, gdzie dopłynął 22 maja 1940 roku. Następnie, razem z brytyjskimi: lotniskowcem „Eagle” i krążownikiem „Gloucester”, przepłynął w dniach 25 i 26 maja Kanał Sueski, by po południu zawinąć do Aleksandrii.
Planowanym obszarem działania „Sydney” miało być Morze Czerwone, ale dowodzący Flotą Śródziemnomorską admirał Andrew Cunningham, po świetnych doświadczeniach z załogami australijskich niszczycieli, znajdującymi się pod jego komendą, zdecydował o przydziale jednostki do 7. Dywizjonu Krążowników Floty Śródziemnomorskiej.

### Kampania śródziemnomorska
Zaraz po przystąpieniu Włoch do wojny po stronie Osi (10 czerwca 1940 roku), wszystkie okręty Floty Śródziemnomorskiej opuściły Aleksandrię w poszukiwaniu jednostek nieprzyjaciela i dla ochrony tras komunikacyjnych we wschodniej części Morza Śródziemnego i na Morzu Egejskim. „Sydney” został wysłany na zachód, w okolice Zatoki Tarenckiej. Jedynym godnym uwagi zdarzeniem podczas czterodniowego rejsu był bezskuteczny atak bombami głębinowymi na niezidentyfikowany obiekt podwodny, wykonany 13 czerwca. Pierwszą akcją bojową australijskiego krążownika było bombardowanie włoskich instalacji wojskowych w Bardii w Libii 21 czerwca 1940 roku. W skład zespołu wyznaczonego do tego zadania wchodziły jeszcze francuski pancernik „Lorraine” oraz brytyjskie krążowniki „Orion” i „Neptune” w eskorcie niszczycieli. „Sydney” prowadził ogień przez 22 minuty, koncentrując go na obozie wojskowym. W trakcie akcji pokładowy Supermarine Walrus posłużył do obserwacji i korygowania ognia sojuszniczej formacji. Został on ostrzelany i uszkodzony przez samoloty, które zostały rozpoznane jako włoskie Fiaty CR.42, chociaż w rzeczywistości były to brytyjskie dwupłatowce Gloster Gladiator. Pilot doprowadził uszkodzoną maszynę do Mersa Matruh, za co został nagrodzony Distinguished Flying Cross, ale ostatecznie samolot i tak został uznany za nie nadający się do naprawy i spisany ze stanu. Następnego dnia zespół aliancki powrócił do Aleksandrii bez dalszych strat, pomimo ataków lotnictwa włoskiego. Była to ostatnia wspólna akcja Royal Navy i Marine Nationale przed klęską Francji.

Bitwa z konwojem „Espero” 28 czerwca 1940 roku

27 czerwca 1940 roku „Sydney” wyszedł z Aleksandrii w składzie 7. Dywizjonu Krążowników pod dowództwem admirała Johna Toveya, jako część eskorty dużego konwoju na Maltę. Następnego dnia wieczorem, na południowy wschód od Krety Brytyjczycy napotkali trzy włoskie niszczyciele: „Espero”, „Zeffiro” i „Ostro” (wszystkie należące do typu Turbine), przewożące żołnierzy i broń z Tarentu do Tobruku. Po wykryciu nieprzyjaciela przez rozpoznanie lotnicze, admirał Tovey skierował przeciwko niemu pięć jednostek 7. Dywizjonu. W bitwie, która się niebawem wywiązała (znanej w historiografii jako bitwa z konwojem „Espero”), osłaniający odwrót pozostałych niszczycieli „Espero” został unieruchomiony celnymi pociskami Brytyjczyków. „Sydney” został odkomenderowany do zatopienia nieprzyjacielskiego okrętu i podjęcia z wody rozbitków. Ponieważ Włosi wciąż się ostrzeliwali, australijscy artylerzyści otworzyli ogień, ostatecznie zatapiając „Espero” po dwóch godzinach i dziesięciu minutach od rozpoczęcia bitwy. Krążownik pozostał jeszcze przez dwie godziny na miejscu bitwy, ratując 47 rozbitków i pozostawiając na morzu przed powrotem do Aleksandrii w pełni wyposażoną łódź ratunkową dla ewentualnych pozostałych.
22 czerwca 1940 roku Francja podpisała rozejm z Niemcami. Jednym z jego postanowień było wycofanie francuskich okrętów z walk i rozkaz ich natychmiastowego powrotu do portów, w których stacjonowały przed wojną, gdzie miały zostać częściowo rozbrojone. Brytyjski rząd nie zamierzał oddać floty byłego sojusznika pod kontrolę niemiecką i włoską, stąd wynikła decyzja przeprowadzenia operacji Catapult w celu jej przejęcia lub zatopienia. W stosunku do eskadry wiceadmirała Godfroya, bazującej w Aleksandrii, również zastosowano środki zapobiegawcze, nie dostarczając na francuskie jednostki paliwa i zapasów. 3 lipca 1940 roku, w dniu rozpoczęcia ataku na okręty francuskie w Mers el-Kebir, admirał Cunningham rozpoczął negocjacje, poparte następnego dnia demonstracją gotowości bojowej: wszystkie brytyjskie (a także australijskie) okręty wycelowały działa w kierunku jednostek francuskich. Ostatecznie 7 lipca osiągnięto porozumienie: Francuzi mieli pozostać w Aleksandrii do czasu zakończenia działań wojennych, na częściowo rozbrojonych i formalnie podległych rządowi w Vichy okrętach.
7 lipca 1940 roku silny zespół okrętów Royal Navy pod dowództwem admirała Cunninghama wypłynął z Aleksandrii. Jego zadaniem była osłona konwoju, mającego ewakuować z Malty osoby cywilne, głównie kobiety i dzieci. Okręty brytyjskie płynęły w trzech zespołach. Zespół A – rozpoznawczy – stanowiło pięć krążowników lekkich: „Liverpool”, „Gloucester”, „Neptune”, „Orion” i „Sydney” w eskorcie niszczycieli, pod dowództwem admirała Johna Toveya. Zespół B, stanowiący główną siłę uderzeniową, tworzył pancernik „Warspite” z eskortą, pod bezpośrednim dowództwem Andrew Cunninghama. W skład zespołu C, którego zadaniem było ubezpieczanie działań floty, wchodziły pancerniki „Malaya” i „Royal Sovereign”, lotniskowiec „Eagle” oraz flotylla niszczycieli pod dowództwem wiceadmirała Henry’ego Pridham-Wippella. Dzień wcześniej także włoska Regia Marina rozpoczęła operację konwojową, mającą na celu przeprowadzenie do Bengazi w Libii pięciu statków wiozących wsparcie i zaopatrzenie dla walczących tam wojsk. Bezpośrednią osłonę konwoju stanowiło 8 niszczycieli i cztery torpedowce, ubezpieczane przez dwa krążowniki lekkie: „Bartolomeo Colleoni” i „Giovanni delle Bande Nere”. Daleką osłonę stanowiły pancerniki „Giulio Cesare” i „Conte di Cavour”, sześć ciężkich i osiem lekkich krążowników w eskorcie niszczycieli. Całością dowodził admirał Inigo Campioni.
8 lipca zespół włoski został zauważony przez patrolujący okręt podwodny „Phoenix”. Na wiadomość o tym admirał Cunningham skalkulował nowy kurs swoich okrętów, zamierzając przechwycić przeciwnika w drodze powrotnej do portów włoskich. Tak więc obie floty znalazły się na zbieżnych kursach, przecinających się w okolicy przylądka Stilo na wschodnim wybrzeżu Kalabrii. Tego samego dnia do ataku na okręty brytyjskie przystąpiły samoloty Regia Aeronautica startujące z lotnisk na Dodekanezie. Efektem bombardowań prowadzonych z wysokiego pułapu było trafienie bombą krążownika „Gloucester”. Rankiem 9 lipca 1940 roku brytyjskie rozpoznanie lotnicze ponownie zlokalizowało okręty włoskie, znajdujące się, po odprowadzeniu konwoju do Libii, na powrotnym kursie w kierunku bazy w Tarencie. Admirał Cunningham zdecydował się podzielić swoją flotę, pozostawiając za sobą wolniejszy zespół C i jednocześnie nakazując przeprowadzić atak lotniczy siłami samolotów torpedowych Fairey Swordfish z lotniskowca „Eagle”. Nalot okazał się bezskuteczny, zaś admirał Campioni zmienił kurs swojego zespołu w stronę spodziewanej pozycji okrętów brytyjskich. W efekcie około godziny 15.00 pierwsze jednostki obu flot nawiązały kontakt wzrokowy.
Jako pierwsze weszły do walki krążowniki. „Sydney” otworzył ogień do celu rozpoznanego jako okręt typu Zara, nie uzyskując trafień. W dalszym ciągu bitwy, znanej jako bitwa koło przylądka Stilo lub bitwa koło Kalabrii, australijski krążownik uzyskał trafienie na jednym z włoskich niszczycieli, stawiających zasłonę dymną. Po pojedynczym trafieniu pancernika „Giulio Cesare”, flagowego okrętu admirała Campioniego, przez brytyjski „Warspite”, włoski dowódca podjął decyzję o przerwaniu walki. Także admirał Cunningham postanowił przerwać bitwę, aby nie narażać własnych jednostek na atak włoskich samolotów, startujących z pobliskich lotnisk na Sycylii i Półwyspie Apenińskim. Z pokładu „Eagle” po raz drugi wystartowały samoloty torpedowe z zadaniem zaatakowania włoskich okrętów, jednak także ten atak był nieskuteczny. Nadlatujące nad pole bitwy samoloty Regia Aeronautica zaatakowały omyłkowo własne okręty, także nie uzyskując żadnego trafienia. Ostatecznie nierozstrzygnięta bitwa zakończyła się około 16.45.
Po pomyślnym zakończeniu operacji konwojowej zespół admirała Cunninghama powrócił do Aleksandrii 13 lipca. „Sydney” nie odniósł żadnych uszkodzeń, ale odpierając ataki włoskiego lotnictwa zużył cały zapas amunicji do dział przeciwlotniczych. Po pięciodniowym pobycie w porcie celem uzupełnienia zapasów i amunicji krążownik ponownie wyszedł w morze w eskorcie niszczyciela „Havock”. Ich zadaniem miało być zwalczanie żeglugi włoskiej w Zatoce Ateńskiej oraz zapewnienie wsparcia dla niszczycieli, prowadzących patrol przeciw okrętom podwodnym u wybrzeży Krety. 17 lipca dwa włoskie krążowniki: „Bartolomeo Colleoni” i „Giovanni delle Bande Nere”, pod dowództwem admirała Ferdinanda Casardiego, które po odprowadzeniu konwoju pozostały w Trypolisie, wypłynęły w rejs w kierunku Dodekanezu, gdzie miały stworzyć zespół do zwalczania brytyjskiej żeglugi na Morzu Egejskim. Ich dowódca zdecydował się wybrać, jako bezpieczniejszą, drogę przez Morze Kreteńskie, gdzie według dostępnych mu informacji nie było ciężkich okrętów brytyjskich.
Australijski dowódca zdawał sobie sprawę z faktu, że dla Włochów niezwykle istotne było utrzymanie drogi morskiej prowadzącej na Dodekanez. Obawiając się, że oddane pod jego ochronę niszczyciele mogą napotkać silniejszy zespół przeciwnika, zdecydował się przesunąć swoje dwa okręty o około 100 mil morskich na południe od wyznaczonego obszaru patrolowania, zachowując ciszę radiową. O 7.17 rano 19 lipca 1940 roku z krążowników włoskich płynących w pobliżu przylądka Spatha (północno-zachodnie wybrzeże Krety) zauważono cztery niszczyciele, rozpoznane jako jednostki brytyjskie. W kilka minut później Włosi otworzyli ogień z dział kalibru 152 mm. Wobec przewagi nieprzyjaciela, brytyjski dowódca nakazał natychmiastowy zwrot na północ, w stronę odległego o około 45 mil morskich „Sydney”. Z uciekających niszczycieli rozpoczęto nadawanie sygnałów radiowych, informując dowódcę australijskiego krążownika o aktualnej sytuacji. Komandor Collins, nie przerywając ze swej strony ciszy radiowej, mógł wybrać dogodny dla siebie moment rozpoczęcia walki.

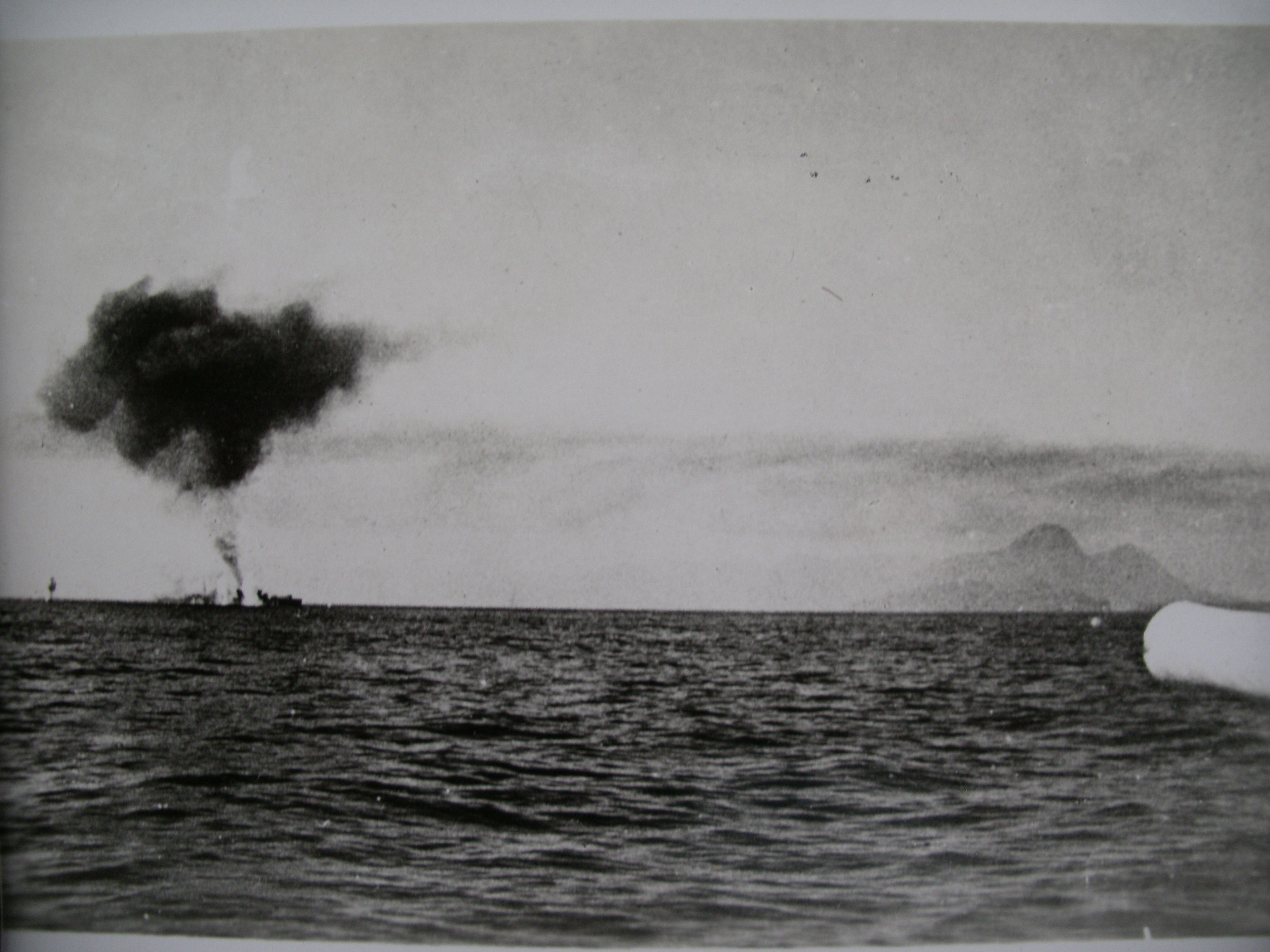
„Bartolomeo Colleoni” pod ostrzałem z HMAS „Sydney”

Po godzinnym pościgu za niszczycielami włoskie krążowniki znalazły się w zasięgu dział artylerii głównej „Sydney”. Ostrzelani Włosi zmienili kurs na południowy, ku brzegom Krety, ale nie przerywali walki. Australijski krążownik, do którego dołączyły teraz wszystkie niszczyciele, podążał za nimi. Nieskuteczna wymiana ognia z obu stron trwała kolejną godzinę. Około 9.23 australijskim artylerzystom udało się uzyskać bezpośrednie trafienie w „Bartolomeo Colleoni”, które zablokowało ster okrętu. Kolejny pocisk, trafiając w siłownię, unieruchomił włoski krążownik i pozbawił go energii elektrycznej.
Komandor Collins nakazał pozostać przy „Bartolomeo Colleoni” trzem niszczycielom, które dobiły nieprzyjacielską jednostkę i zajęły się ratowaniem rozbitków, zaś sam na „Sydney” w eskorcie dwóch pozostałych kontynuował pościg za uciekającym „Giovanni delle Bande Nere”, tuż przed 10 uzyskując pojedyncze trafienie, które nie spowodowało jednak większych uszkodzeń. Większa szybkość krążownika włoskiego i kończąca się amunicja w prowadzących ogień dziobowych wieżach artyleryjskich „Sydney” spowodowały przerwanie ostrzału, a o 10.37 komandor Collins podjął decyzję o zaniechaniu pościgu. W drodze powrotnej alianckie okręty stały się celem ataku włoskiego lotnictwa startującego z baz na Dodekanezie, ale lekkie uszkodzenia odniósł jedynie niszczyciel „Havock”. Wszystkie okręty wpłynęły do portu w Aleksandrii 20 lipca przed południem.
W trakcie całej bitwy włoscy artylerzyści trafili tylko raz: o 9.21 w przedni komin australijskiego krążownika. Pocisk spowodował lekkie zranienie jednego z członków załogi i znikome uszkodzenia. Za swoją postawę w starciu znanym jako bitwa koło przylądka Spatha dowódca krążownika, komandor Collins został uhonorowany Orderem Łaźni, zaś spośród członków załogi dwóch otrzymało Distinguished Service Order, dwóch Distinguished Service Cross, pięciu Distinguished Service Medal, a 12 zostało wymienionych w sprawozdaniu.
W Aleksandrii załoga krążownika odpoczywała przez następny tydzień. 27 lipca, po uzupełnieniu paliwa, amunicji i zapasów, „Sydney” i „Neptune” wypłynęły w celu dołączenia do zespołu dalekiej osłony konwoju AS-2, zmierzającego z portów Morza Egejskiego do Aleksandrii. Jeszcze tego samego dnia obie jednostki były pięciokrotnie atakowane przez nieprzyjacielskie lotnictwo, ale szczęśliwie uniknęły bezpośrednich trafień, odnosząc jedynie lekkie uszkodzenia od odłamków. Następnego dnia krążowniki opuściły siły główne i udały się do Zatoki Ateńskiej, gdzie przechwyciły mały zbiornikowiec „Ermioni”, płynący z paliwem na Dodekanez. Po jego zatrzymaniu i opuszczeniu przez załogę, „Neptune” zatopił statek ogniem artyleryjskim, zaś Australijczycy zapewniali ochronę przeciw ewentualnemu atakowi okrętów podwodnych. Obydwa okręty wpłynęły do portu w Aleksandrii 30 lipca. „Sydney” jeszcze tego samego dnia wypłynął na kolejny trzydniowy patrol, tym razem w towarzystwie krążownika „Orion”.
Po powrocie krążownik został wprowadzony do stoczni celem naniesienia nowego kamuflażu oraz dokonania niewielkich modyfikacji. Podstawową zmianą było dodanie osłon przeciwodłamkowych grubości 0,5 cala (13 mm) i wysokości trzech stóp (91,5 cm) na pokładzie artyleryjskim dział kalibru 102 mm. 12 sierpnia 1940 roku okręt powrócił do linii, wychodząc wraz z „Neptune” i pięcioma niszczycielami na patrol, którego celem miało być niszczenie żeglugi państw Osi u północnych wybrzeży Afryki i na Morzu Egejskim. Po dwóch dniach bezskutecznego poszukiwania celów operacja została odwołana i okręty dołączyły do zespołu Floty Śródziemnomorskiej, który 17 sierpnia przeprowadził bombardowanie Bardii.
W ostatnich dniach sierpnia 1940 roku Flota Śródziemnomorska przeprowadziła operację Hats. Jej celem było przeprowadzenie konwoju na Maltę oraz osłona płynących z Gibraltaru dla wzmocnienia sił w Aleksandrii pancernika „Valiant”, lotniskowca „Illustrious” i dwóch krążowników przeciwlotniczych. Po połączeniu zespołów, w drodze powrotnej do Aleksandrii, „Sydney” w eskorcie niszczyciela „Ilex” otrzymał zadanie zbombardowania w nocy z 3 na 4 września włoskiego lotniska na wyspie Scarpanto w archipelagu Dodekanezu. W ciągu 25 minut prowadzenia ognia krążownik wystrzelił 135 pocisków, zaś brytyjski niszczyciel skutecznie odpierał ataki włoskich ścigaczy torpedowych, niszcząc dwa z nich. Podczas ponownego dołączania do głównych sił Floty Śródziemnomorskiej okręty zostały wzięte za jednostki nieprzyjacielskie i omyłkowo ostrzelane, szczęśliwie unikając bezpośrednich trafień.
Po krótkim pobycie w stoczni, „Sydney” wszedł ponownie do akcji 24 września, uczestnicząc w zatrzymaniu francuskiego statku, a następnie odbywając dwudniowy patrol na zachód od Cypru. Na przełomie września i października australijski okręt wszedł w skład zespołu osłonowego operacji przewiezienia na Maltę 1200 żołnierzy zaokrętowanych na krążownikach „Liverpool” i „Gloucester”. Kolejna operacja konwojowa z przeznaczeniem dla Malty rozpoczęła się 8 października. Tym razem zamiarem admirała Cunninghama było również sprowokowanie dowództwa Regia Marina do bardziej zdecydowanej akcji. „Sydney” wchodził w skład flankowej eskorty sił głównych i podczas całej operacji nie odnotował kontaktu bojowego. Jedynie krążownik „Ajax”, uczestnik bitwy u ujścia La Platy, odniósł sukces podczas tej operacji: nad ranem 12 października 1940 roku, na wschód od Malty, w potyczce znanej jako bitwa koło przylądka Passero zatopił ogniem artyleryjskim dwa torpedowce typu Spica („Airone” i „Ariel”) oraz ciężko uszkodził niszczyciel „Artigliere” (typu Soldati), zatopiony następnie przez krążownik „York”.
W dniach od 25 do 28 października 1940 roku „Sydney” wchodził w skład zespołu patrolującego Morze Egejskie w poszukiwaniu transportowców nieprzyjaciela. Akcja ta została przerwana po otrzymaniu informacji o zaatakowaniu Grecji przez Włochy. Australijski okręt został odwołany do Aleksandrii, aby po uzupełnieniu zapasów dołączyć 30 października do jednostek Floty Śródziemnomorskiej patrolujących akwen na zachód od Krety i u wybrzeży Grecji kontynentalnej.
5 listopada „Sydney” i „Ajax” przewiozły z Port Saidu do zatoki Suda na Krecie żołnierzy i sprzęt wojskowy dla powstającej tam bazy sprzymierzonych. Po wyładunku dołączyły do sił głównych, które wyszły z Aleksandrii 6 listopada, rozpoczynając operację Judgement. W ramach tych wielokierunkowych działań, których głównym ogniwem był udany nalot samolotów torpedowych, startujących z „Illustriousa”, na bazę Regia Marina w Tarencie w nocy z 11 na 12 listopada 1940 roku, „Sydney” wraz z krążownikami „Orion” (okręt flagowy wiceadmirała Pridham-Wippella) i „Ajax”, osłaniane przez dwa niszczyciele, wykonały dywersyjny wypad przeciwko włoskiej żegludze w Cieśninie Otranto. Po północy 12 listopada napotkały na swej drodze konwój złożony z czterech transportowców w eskorcie krążownika pomocniczego „Ramb III” i starego torpedowca „Fabrizi”. W krótkim pojedynku artyleryjskim okręty osłony zostały uszkodzone i zmuszone do ucieczki, a wszystkie transportowce zatopione.
Korzystając z uzyskania lokalnej przewagi, po uszkodzeniu w Tarencie trzech włoskich pancerników, dowództwo Floty Śródziemnomorskiej przeprowadziło kilka ważnych konwojów z zaopatrzeniem na Maltę, do Aleksandrii i Grecji. Pomiędzy 15 a 20 listopada „Sydney” brał udział w transporcie 4000 żołnierzy alianckich do Pireusu, następnie u boku sił głównych brał udział w osłonie akcji konwojowych. 24 listopada załoga okrętu przeżyła bez strat nalot bombowy w zatoce Suda. Na początku grudnia, oprócz kontynuowania zadań eskortowych, krążownik bombardował port w Valonie, a później wobec konieczności naprawy steru i instalacji urządzeń demagnetyzacyjnych przepłynął na Maltę, gdzie pozostawał do końca roku.
Na początku 1941 roku została podjęta decyzja o jak najszybszym powrocie „Sydney” do Australii. Było to spowodowane zarówno koniecznością przeprowadzenia poważniejszego remontu jednostki, jak i chęcią skierowania załogi na zasłużony odpoczynek po wielomiesięcznej służbie w ogniu walki. Ponadto planowano przeprowadzenie wspólnych ćwiczeń z bliźniaczym „Perth”, aby przekazać część wojennych doświadczeń. Niezbędne było także wzmocnienie obrony wybrzeży australijskich wobec działań niemieckich rajderów, szczególnie po dwóch grudniowych atakach na Nauru. 11 stycznia stu członków załogi zostało wysłanych do Wielkiej Brytanii, aby zasilić załogi przejmowanych w tym czasie przez Royal Australian Navy niszczycieli typu N. Następnego dnia krążownik przepłynął przez Kanał Sueski do Adenu, który opuścił 16 stycznia, towarzysząc liniowcowi „Empress of Canada” (służącemu jako transportowiec wojska), z którym dołączył do konwoju SW-4B. Po czterech dniach „Sydney” został zastąpiony w składzie eskorty przez krążownik lekki „Ceres”. W dalszej drodze okręt miał zbombardować włoskie jednostki w porcie w Mogadiszu, ale nie znaleziono tam celów godnych uwagi. Kolejnym przystankiem były Seszele, gdzie krążownik pobrał paliwo na dalszy rejs.
W toku niemal ośmiu miesięcy działań w składzie Floty Śródziemnomorskiej „Sydney” był dla swej załogi szczęśliwym okrętem. Jedyną stratą była śmierć jednego z marynarzy w wyniku choroby.

### Z powrotem na wodach australijskich

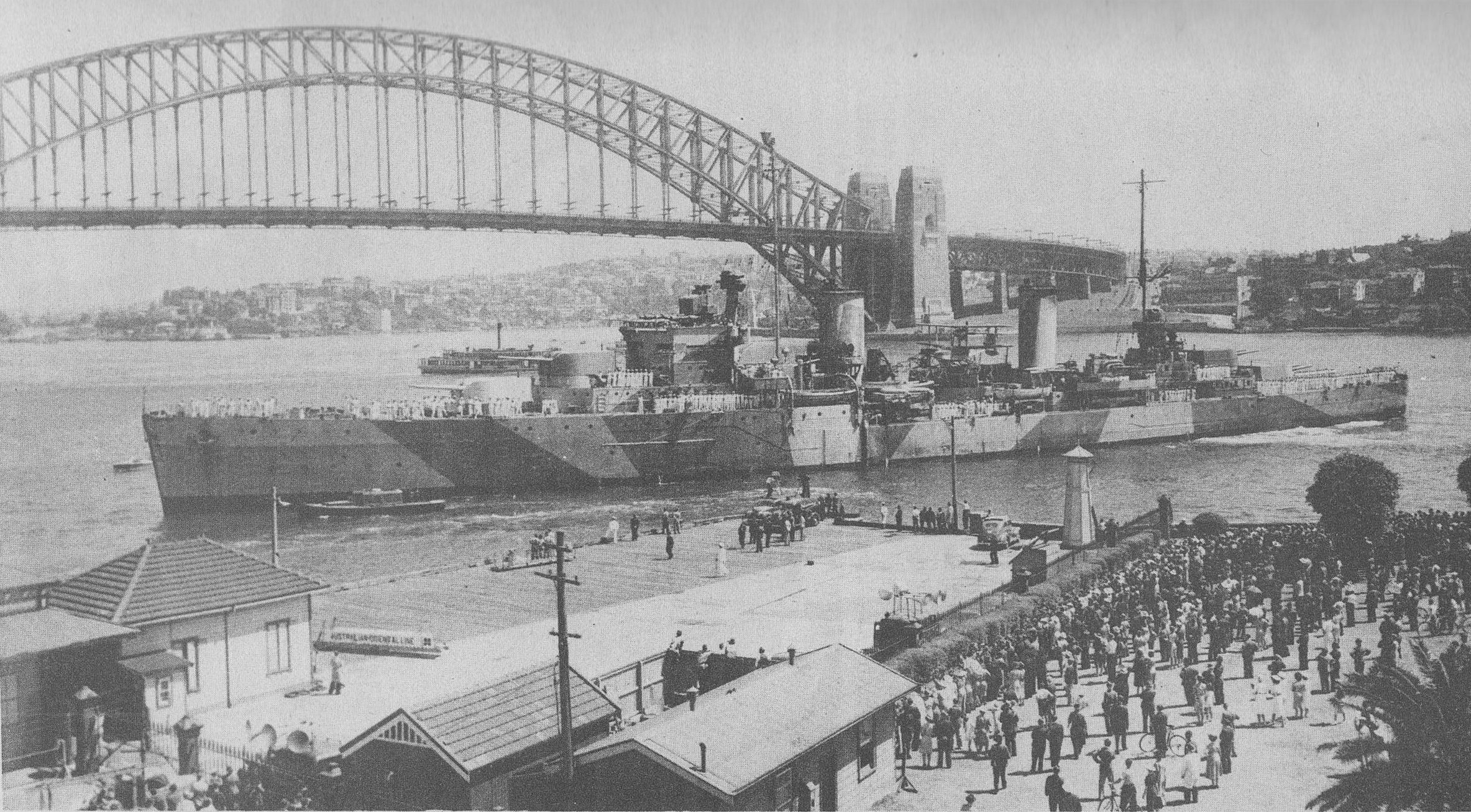
HMAS „Sydney” cumujący w porcie w Sydney 10 lutego 1941 roku

24 stycznia 1941 roku „Sydney” rozpoczął trzydniowe, bezskuteczne poszukiwania przebywającego na Oceanie Indyjskim niemieckiego rajdera „Atlantis”, który tego dnia zatopił brytyjski statek „Mandasor”. Później podjął swój rejs do Australii i 9 lutego po zmroku dotarł do miasta, którego imię nosił. Następnego ranka wpłynął do wnętrza Sydney Harbour, gdzie załoga i okręt zostały uroczyście powitane przez mieszkańców.
Po krótkim pobycie w stoczni krążownik wypłynął do Fremantle, skąd rozpoczął służbę patrolową na Oceanie Indyjskim. Podstawowym zadaniem była eskorta konwojów płynących z portów australijskich w kierunku Bliskiego Wschodu bądź Holenderskich Indii Wschodnich na trasie od południowych wybrzeży do momentu przekazania ochranianych statków innym okrętom na kolejnym etapie ich rejsu. W kwietniu „Sydney” towarzyszył „Queen Mary” w drodze z Fremantle do zatoki Jervis, po czym na jego pokład zaokrętowani zostali oficerowie armii australijskiej, Royal Australian Air Force i Royal Australian Navy, z admirałem Ragnarem Colvinem na czele, udający się do Singapuru na tajną konferencję z udziałem wojskowych brytyjskich, holenderskich i amerykańskich, która odbyła się pomiędzy 21 a 26 kwietnia i dotyczyła koordynacji planów wojennych aliantów na wypadek rozpoczęcia działań przez Japonię po stronie Niemiec i Włoch. Krążownik powrócił do Fremantle pod koniec kwietnia, zaś 15 maja 1941 roku John Collins został zastąpiony na stanowisku dowódcy okrętu przez komandora Josepha Burnetta. Pierwszą akcją pod nowym dowództwem była eskorta płynącego do Singapuru transportowca wojska „Zealandia” w drodze do Cieśniny Sundajskiej, gdzie przekazał go krążownikowi „Danae”. Na początku czerwca przejął powracający transportowiec i ochraniał go w rejsie z Cieśniny Sundajskiej do Fremantle i dalej do Sydney, gdzie dopłynął 24 czerwca. Przed powrotem na zachodnie wybrzeże Australii, krążownik wziął udział w eskorcie transportów na Pacyfiku, w kierunku Nowej Zelandii i Fidżi.

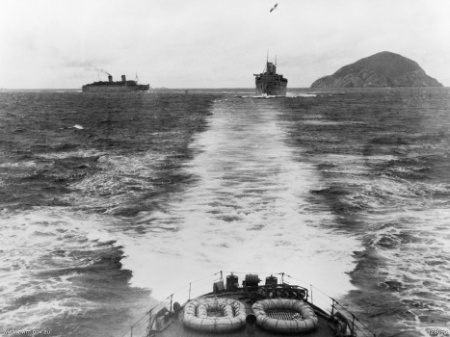
Transportowce wojska (dawne liniowce pasażerskie) „Queen Elizabeth” (z lewej) i „Queen Mary” widziane z rufy „Sydney” w Cieśninie Bassa

Kolejnym zadaniem była osłona wielkich transportowców wojska „Queen Mary” i „Queen Elizabeth” w pierwszej części ich rejsu. Dalszą eskortę zapewnić miał krążownik ciężki „Canberra”, z którym spotkano się w Wielkiej Zatoce Australijskiej. „Sydney” popłynął do Melbourne, gdzie otrzymał nowy wzór kamuflażu. Następnie dołączył do eskorty kolejnego konwoju z wojskiem. Podczas przekraczania w sztormie Wielkiej Zatoki Australijskiej, okręt odniósł uszkodzenia dziobowej wieży artyleryjskiej, która zaklinowała się w położeniu na burtę. Po usunięciu usterek we Fremantle „Sydney” konwojował transportowce do Cieśniny Sunda, gdzie 3 października zostały przejęte przez „Glasgow” i „Danae”, po czym obrał kurs powrotny do Fremantle. W nocy z 5 na 6 października zaobserwowano w pobliżu tego portu niezidentyfikowany okręt, co dało dowództwu podstawy do przypuszczeń, że podejścia do Fremantle zostały zaminowane przez znajdujący się w pobliżu niemiecki rajder. W związku z tym australijski krążownik został skierowany w stronę mającego wkrótce przybyć transportowca „Queen Mary”, aby zatrzymać go i zapewnić mu eskortę do czasu przetrałowania okolic portu i upewnienia się, że nic nie zagraża jednostkom alianckim. Ostatecznie okręt wpłynął do bazy 7 października.
W ciągu następnych kilku tygodni „Sydney” odwiedził porty w Geraldton i Bunbury. Do akcji powrócił dopiero w pierwszych dniach listopada, gdy wypłynął na spotkanie transportowca „Zealandia”, płynącego do Singapuru z żołnierzami australijskiej 8. Dywizji. Zadanie eskortowania statku zostało przejęte od krążownika „Adelaide” 5 listopada w Wielkiej Zatoce Australijskiej, a zakończone 12 dni później w Cieśninie Sundajskiej, po spotkaniu z krążownikiem „Durban”. Powrót „Sydney” do Fremantle był spodziewany 20 listopada 1941 roku.

### Ostatnia bitwa
19 listopada po południu „Sydney” znajdował się około 170 mil morskich od zachodniego wybrzeża Australii, na wysokości Carnarvon nad Zatoką Rekina i płynął w stronę Fremantle z prędkością około 25 węzłów. O 15.55 czasu lokalnego nastąpiło jego spotkanie z niemieckim krążownikiem pomocniczym „Kormoran”. Rajder ten wypłynął z Gotenhafen (Gdyni) 3 grudnia 1940 roku i od początku 1941 roku zwalczał żeglugę aliancką na Oceanie Atlantyckim. 1 maja opłynął Przylądek Dobrej Nadziei, przedostając się na Ocean Indyjski. 26 czerwca zatopił tam pierwsze dwa statki handlowe, kolejne zwycięstwo odniósł po niemal trzech miesiącach, 23 września. W październiku spotkał się ze statkiem zaopatrzeniowym „Kulmerland” i po pobraniu paliwa i zapasów skierował się w stronę wybrzeży Australii.
Dalszy przebieg wydarzeń znany jest tylko z relacji niemieckiej. Po zauważeniu przez obserwatorów na okręcie niemieckim sylwetki zbliżającego się krążownika, rozpoznanego jako jednostka australijskiego typu Perth, dowódca rajdera, komandor Theodor Detmers ogłosił alarm bojowy i zarządził podniesienie bandery holenderskiej. Z australijskiego krążownika zasygnalizowano rozkaz podania nazwy i portu macierzystego (najpierw sygnałem świetlnym, następnie wobec braku odpowiedzi, także kodem flagowym). Załoga „Kormorana” zwlekała z odpowiedzią, zgodnie z przyjętą przez dowódcę taktyką otwarcia ognia z zaskoczenia przy jak najmniejszym dystansie pomiędzy okrętami. W końcu podano nazwę holenderskiego statku „Straat Malakka”. Statek taki nie figurował jednakże w posiadanych przez australijskiego dowódcę spisach jednostek, które mogły znajdować się na tym akwenie. Wobec tego komandor Burnett nakazał zbliżenie się do podejrzanego statku i ustawienie okrętu równolegle do jego burty dla łatwiejszej identyfikacji. Jednocześnie, zgodnie z procedurami nakazanymi przez Admiralicję wycelowano weń wszystkie działa i wyrzutnie torpedowe oraz przekazano kolejne zapytanie o ładunek i port przeznaczenia. Zaraz po godzinie 17.00 radiostacja „Kormorana” nadała sygnał kodowy o zaatakowaniu przez nieprzyjacielski rajder, licząc na utwierdzenie przeciwnika w błędzie i zyskanie na czasie. W odpowiedzi „Sydney” zbliżył się i zażądał przekazania tajnego sygnału wywoławczego domniemanego „Straat Malakka”, nadanego przez Admiralicję celem łatwej identyfikacji, którego Niemcy nie znali. Jednocześnie na pokładzie australijskiego krążownika rozpoczęto przygotowania do katapultowania wodnosamolotu rozpoznawczego.
Komandor Detmers zdawał sobie sprawę, że dalsze przeciąganie identyfikacji nie będzie możliwe. Wobec tego rozkazał zdjąć maskowanie dział i otworzyć ogień do odległego o około 1200–1300 metrów nieprzyjacielskiego krążownika, wciągając przy tym w miejsce flagi holenderskiej banderę bojową Kriegsmarine. Była godzina 17.30. Niemal równocześnie ogień otworzył okręt australijski, ale pierwsze jego pociski bądź chybiły celu, bądź przebiły się przez nieopancerzone nadbudówki rajdera, nie wybuchając. Pierwsze niemieckie salwy były celniejsze, trafiając w pomost dowodzenia i centralę kierowania ogniem oraz uszkadzając dziobowe wieże artyleryjskie i wzniecając na śródokręciu pożar wodnosamolotu pokładowego. Najprawdopodobniej już w tych pierwszych kilkudziesięciu sekundach boju zginął komandor Burnett i jego oficerowie na mostku. Jednak kolejne strzały z rufowych dział „Sydney” również dosięgły celu: zniszczone zostały radiostacja, maszynownia i kotłownia pomocnicza, jedno z dział kal. 150 mm oraz zbiorniki paliwa. To ostatnie trafienie spowodowało gwałtowny pożar na pokładzie rajdera. Prawie w tym samym czasie jedna z torped wystrzelonych z „Kormorana” na początku bitwy trafiła w dziób australijskiego okrętu przed wieżą „A”, w okolice pomieszczenia asdicu, powodując zalanie pobliskich pomieszczeń i przegłębienie na dziób.

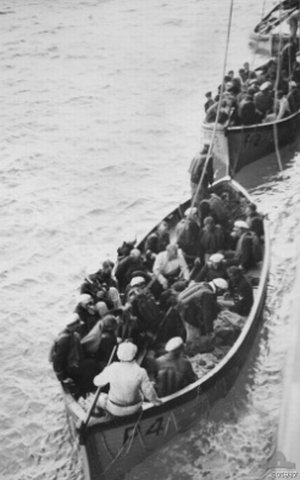
Rozbitkowie z „Kormorana” na holu transportowca „Centaur”

Po kilkuminutowej wymianie ognia obydwa okręty były objęte pożarami. „Sydney” skręcił w pewnym momencie w kierunku „Kormorana” i po przejściu za jego rufą wystrzelił niecelną salwę torpedową. Płonący krążownik oddalał się na południe z niewielką prędkością, otrzymując wciąż kolejne trafienia z dział niemieckiego rajdera. Po kilkunastu minutach maszynownia „Kormorana” ostatecznie odmówiła posłuszeństwa i jego załoga rozpoczęła działania mające na celu uratowanie okrętu. Około 18.30 „Sydney” zniknął z pola widzenia niemieckich marynarzy i jedynie nad horyzontem do 22.00 była widoczna łuna jego pożarów. Po północy komandor Detmers wydał rozkaz opuszczenia okrętu. Zniszczony eksplozjami założonych ładunków wybuchowych „Kormoran” zatonął ostatecznie około 30 minut po północy 20 listopada 1941 roku. Z 399 członków jego załogi uratowano ostatecznie 318 marynarzy, w tym dowódcę. Część z nich została podjęta z wody przez przepływające statki, 103 dotarło do australijskiego wybrzeża w pobliżu Carnavon.
Gdy w oznaczonym terminie 20 listopada „Sydney” nie dotarł do portu we Fremantle, nikt z początku nie wykazywał oznak niepokoju, zakładając, że wiele przyczyn mogło spowodować opóźnienie, a nakazana cisza radiowa nie pozwalała skontaktować się z jednostką. Dopiero 23 listopada wysłano do krążownika sygnał nakazujący przerwanie ciszy radiowej i podanie swojej pozycji. Po otrzymaniu następnego dnia sygnału od brytyjskiego zbiornikowca „Trocas” z wiadomością o odnalezieniu na morzu rozbitków z „Kormorana” rozpoczęto poszukiwania na szeroką skalę. Jedynym ich efektem było znalezienie kamizelki ratunkowej i pustej, podziurawionej odłamkami pocisków tratwy. Poszukiwania przerwano 29 listopada, uznając 645 członków załogi „Sydney” za zaginionych. Tajna informacja o zatonięciu „Sydney” została wydana 29 listopada o godzinie 20:54 przez Naval Board, publicznie informację o utracie okrętu przekazał w niedzielę 30 listopada premier Australii John Curtin. Informacja była przeznaczona wyłącznie dla prasy, która opublikowała ją 1 grudnia, rozgłośnie radiowe miały zakaz przekazywania tej informacji przez następne 48 godzin. Obawiano się, że na wodach Australii może znajdować się jeszcze drugi niemiecki rajder i nie chciano o stracie krążownika informować przedwcześnie także strony niemieckiej.

## Dociekanie przyczyn katastrofy
Wszyscy ocalali członkowie załogi „Kormorana” zostali poddani przesłuchaniu, mającemu na celu ustalenie przebiegu bitwy i dalszych losów australijskiego krążownika. Śledztwo zakończono w grudniu, zaś w styczniu 1942 roku Niemcy zostali przetransportowani do obozu jenieckiego w stanie Wiktoria, skąd zwolniono ich i repatriowano do Niemiec w 1947 roku.
Zatonięcie „Sydney” wraz z całą załogą stało się przedmiotem powstania wielu hipotez. Wysuwano na przykład przypuszczenia, że australijscy rozbitkowie zostali wymordowani przez członków załogi „Kormorana” lub, że za zatopienie krążownika odpowiada japoński okręt podwodny (na 17 dni przed przystąpieniem Japonii do działań wojennych). Pojawiły się teorie, że załoga australijskiej jednostki nie była postawiona w stan gotowości bojowej lub, że uratowani marynarze trafili do niewoli japońskiej. Roztrząsana była kwestia bardzo bliskiego podejścia do nierozpoznanego statku, co miało obciążać komandora Burnetta. Wskazywano na brak doświadczenia bojowego u australijskiego dowódcy i możliwe zmylenie go przez zamaskowanie „Kormorana” na jednostkę cywilną, oraz fakt istnienia sprzeczności pomiędzy rozkazami Admiralicji, które nakazywały przechwytywanie w miarę możności nieuszkodzonych statków handlowych nieprzyjaciela, a niszczenie jego okrętów korsarskich.
Niektóre fakty dotyczące bitwy i zatonięcia „Sydney” zostały ujawnione w oficjalnej historii działań Royal Australian Navy autorstwa G.H. Gilla, opublikowanej w 1957 roku. Dwa lata później komandor Detmers wydał drukiem swoje wspomnienia zatytułowane Krążownik «Kormoran» (polskie wydanie Gdańsk, 2011 r.), oparte na prywatnym dzienniku rejsu i zapiskach dotyczących ostatniej bitwy. W latach 1997–1998 przeprowadzone zostało przez Połączony Stały Komitet Spraw Zagranicznych, Obrony i Handlu parlamentu australijskiego (The Parliamentary Joint Standing Committee on Foreign Affairs, Defence and Trade) dochodzenie celem wyjaśnienia okoliczności zatopienia „Sydney”. Wykazało ono, że wyjaśnienia jeńców niemieckich udzielone w czasie przesłuchań pod koniec 1941 roku zawierają prawdopodobne odpowiedzi na wiele pytań. W czasie seminarium, które odbyło się we Fremantle w 2001 roku, przedstawiono parlamentarną rekomendację do prowadzenia poszukiwań obu wraków i wydzielenia publicznych środków na ten cel.

## Odnalezienie wraku
Odszukanie wraków obydwu zatopionych okrętów, australijskiego i niemieckiego, było utrudnione z powodu nieznajomości dokładnej pozycji ich zatonięcia. W latach powojennych akcje poszukiwawcze były podejmowane zarówno przez Royal Australian Navy, jak i przedsiębiorstwa oraz osoby prywatne, ale nie przyniosły one żadnych rezultatów. Od 2001 roku zajmowała się nimi powołana specjalnie w tym celu HMAS Sydney Search Pty Ltd. Wykorzystując najnowsze techniki poszukiwań podwodnych oraz wyniki badań historycznych uzyskane po otwarciu archiwów z czasów wojny, przy zaangażowaniu Davida Mearnsa (znanego m.in. z odnalezienia wraku krążownika liniowego „Hood”), mieli nadzieję odnaleźć wraki obu krążowników. Poza środkami otrzymanymi od rządu, HMAS Sydney Search Pty Ltd dysponowała również dotacjami instytucji publicznych i osób prywatnych.
Ostatecznie wrak „Kormorana” został zlokalizowany 12 marca 2008 roku, na głębokości 2560 metrów, rozłamany na dwie części oddalone od siebie o 1300 metrów. Oficjalnie fakt ten został przedstawiony opinii publicznej rankiem 17 marca przez premiera Australii Kevina Rudda. W godzinę po oświadczeniu premiera ekipa poszukiwawcza zlokalizowała również szczątki okrętu australijskiego, co ogłoszono publicznie następnego dnia. „Sydney” spoczywa na dnie morskim na głębokości ponad 2200 m, 112 mil morskich od Steep Point w Australii Zachodniej. Przeprowadzono oględziny obu wraków i, na podstawie badań zapisu wideo, fotografii oraz protokołów z przesłuchań niemieckich jeńców, jesienią 2009 roku australijski resort obrony opublikował raport dotyczący zatonięcia krążownika. Wykazano, że został on wielokrotnie trafiony zarówno pociskami dużego kalibru, jak i z broni automatycznej. Według szacunków nawet do 70% załogi mogło zginąć w trakcie walki, a środki ratunkowe zostały w większości zniszczone, co przyczyniło się do śmierci pozostałych marynarzy. Na skutek wielokrotnych trafień pociskami artyleryjskimi i przynajmniej jedną torpedą, okręt przełamał się przed pójściem na dno. Część dziobowa zatonęła pionowo w miejscu katastrofy, pozostałe sekcje tonęły skośnie, pozostając w odległości około 500 metrów na południowy wschód. Raport z 2009 roku wskazuje na katastrofalne skutki błędnej decyzji komandora Burnetta, który nie zachował odpowiedniego dystansu do podejrzanej jednostki.
Miejsce zatonięcia okrętów objęte jest ochroną na podstawie zapisów Historic Shipwreck Act 1976 i jakakolwiek działalność podwodna jest tam zabroniona bez specjalnego zezwolenia.

## Upamiętnienie

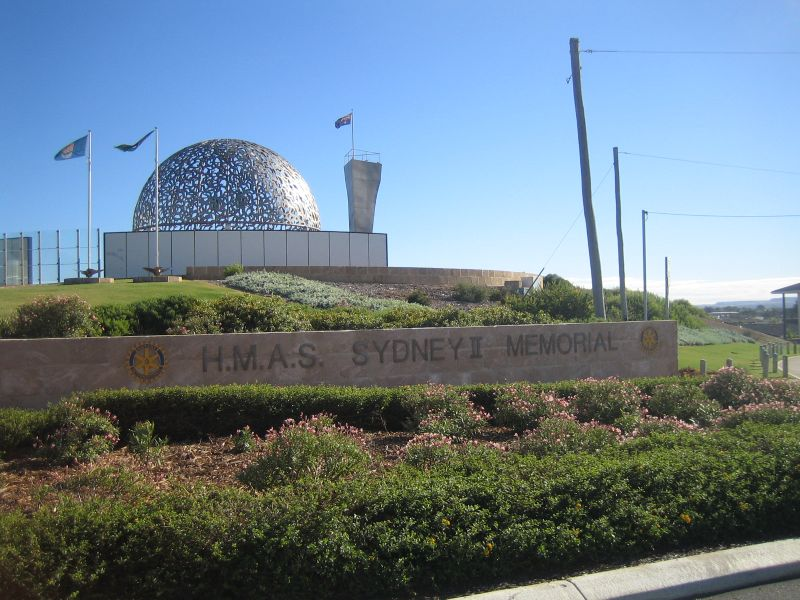
Pomnik poległych członków załogi HMAS „Sydney” na Mount Scott w Geraldton

Zatonięcie „Sydney” z całą, liczącą 645 osób załogą, było największą pod względem liczby ofiar morską tragedią w historii Australii. Strata ta stanowiła 35 procent poległych na pokładach okrętów Royal Australian Navy w czasie całej II wojny światowej. Główny pomnik upamiętniający poległych wybudowany został na wzgórzu Mount Scott w miejscowości Geraldton w Australii Zachodniej. Idea jego zbudowania powstała pod koniec 1997 roku, a 19 listopada 1998 roku odsłonięto pierwszy, tymczasowy pomnik. Trzy lata później, 18 listopada 2001 roku, został odsłonięty stały pomnik, przy którym następnego dnia odbyły się uroczystości 60. rocznicy zatonięcia „Sydney”.
Pomnik składa się z czterech głównych elementów: wykonanej z brązu postaci kobiety wpatrzonej w morze, granitowej płyty z nazwiskami wszystkich zaginionych, stalowych steli w kształcie stewy dziobowej okrętu oraz kopuły wykonanej z 645 stalowych postaci mew, pod którą znajduje się róża wiatrów z inskrypcją upamiętniającą zatonięcie krążownika.
Śmierć załogi „Sydney” upamiętnia również dąb zasadzony w Shrine of Remembrance w Melbourne oraz aleja 645 drzew w Carnavon. Nazwiska poległych są również wypisane na tablicach w Australian War Memorial w Canberze. W kaplicy marynarki (Naval Chapel) na Garden Island w porcie w Sydney wprawiony został witraż ku pamięci okrętów noszących nazwę HMAS „Sydney” i ich załóg służących w Royal Australian Navy.
Aby upamiętnić utratę krążownika, powstał w Australii „The HMAS Sydney Replacement Fund”, zbierający pieniądze na sfinansowanie kolejnego okrętu o tej nazwie. Pozyskane środki, w kwocie 426 000 funtów australijskich posłużyły do zakupu w końcu lat 40. lotniskowca „Sydney”, pierwszego okrętu tej klasy w australijskiej marynarce wojennej.